# Poruba pod Vihorlatom
Poruba pod Vihorlatom este o comună slovacă, aflată în districtul Michalovce din regiunea Košice. Localitatea se află la altitudinea de 200 m deasupra n.m., se întinde pe o suprafață de 20,5 km2 și în 2017 număra 624 de locuitori.

## Istoric
Localitatea Poruba pod Vihorlatom este atestată documentar din 1418.

## Demografie
| An:                | 1994 | 2004   | 2014   | 2024   |
| ------------------ | ---- | ------ | ------ | ------ |
| Număr de persoane: | 626  | 605    | 633    | 594    |
| Diferență:         |      | −3,35% | +4,62% | −6,16% |

| An:                | 2023 | 2024   |
| ------------------ | ---- | ------ |
| Număr de persoane: | 589  | 594    |
| Diferență:         |      | +0,84% |